# Чернишковський
Чернишковський (рос. Чернышковский) — робітниче селище у Чернишковському районі Волгоградської області Російської Федерації.
Населення становить 4949  осіб. Входить до складу муніципального утворення Чернишковське міське поселення.

## Історія
Населений пункт розташований у межах українського історичного та культурного регіону Жовтий Клин.
Згідно із законом від 14 грудня 2004 року № 976-ОД органом місцевого самоврядування є Чернишковське міське поселення.

## Населення
| 1959  | 1970  | 1979  | 1989  | 2002  | 2009  | 2010  |
| ----- | ----- | ----- | ----- | ----- | ----- | ----- |
| 3099  | ↗4315 | ↗5363 | ↗5677 | ↘5446 | ↘5438 | ↘5396 |
| 2012  | 2013  | 2014  | 2015  | 2016  | 2017  | 2018  |
| ↘5378 | ↘5333 | ↘5238 | ↘5190 | ↘5136 | ↘5130 | ↘5070 |
| 2019  |       |       |       |       |       |       |
| ↘5002 |       |       |       |       |       |       |